# British Home Championship 1893
De British Home Championship van 1893 was de 10e editie van de British Home Championship. Het toernooi werd gehouden van 25 februari tot en met 8 april 1893. Engeland werd kampioen.

## Eindstand
| Team      | Gsp | W | G | V | DV | DT | DS  | Ptn |
| --------- | --- | - | - | - | -- | -- | --- | --- |
| Engeland  | 3   | 3 | 0 | 0 | 17 | 3  | +14 | 6   |
| Schotland | 3   | 2 | 0 | 1 | 16 | 6  | +10 | 4   |
| Wales     | 3   | 1 | 0 | 2 | 6  | 15 | –9  | 2   |
| Ierland   | 3   | 0 | 0 | 3 | 3  | 18 | –15 | 0   |

## Wedstrijden
|                                                     |                                                                                             |       |                     |                                                                                    |
| 25 februari 1893 «onderlinge duels» 15:30 uur (UTC) | Engeland                                                                                    | 6 – 1 | Ierland             | Wellington Road, Perry Barr Toeschouwers: 10.000 Scheidsrechter: Thomas Park (SCO) |
| 25 februari 1893 «onderlinge duels» 15:30 uur (UTC) | Walter Gilliat 10', 18', 30' Gilbert Smith 43' William Winckworth 60' Rupert Sandilands 75' |       | 12' George Gaffikin | Wellington Road, Perry Barr Toeschouwers: 10.000 Scheidsrechter: Thomas Park (SCO) |

|                                                  |                                                                                                  |       |       |                                                                                          |
| 13 maart 1893 «onderlinge duels» 15:30 uur (UTC) | Engeland                                                                                         | 6 – 0 | Wales | Victoria Ground, Stoke-on-Trent Toeschouwers: 10.000 Scheidsrechter: John Campbell (SCO) |
| 13 maart 1893 «onderlinge duels» 15:30 uur (UTC) | Fred Spiksley 25', 43' Billy Bassett 47' John Goodall 49' Jack Reynolds 75' Joseph Schofield 88' |       |       | Victoria Ground, Stoke-on-Trent Toeschouwers: 10.000 Scheidsrechter: John Campbell (SCO) |

|                                                  |       |                                                                            |           |                                                                                     |
| 18 maart 1893 «onderlinge duels» 15:30 uur (UTC) | Wales | 0 – 8                                                                      | Schotland | Racecourse Ground, Wrexham Toeschouwers: 4.500 Scheidsrechter: William Stacey (ENG) |
| 18 maart 1893 «onderlinge duels» 15:30 uur (UTC) |       | 4', 20', 47', 89' Jake Madden 25', 30', 40' John Barker 65' William Lambie |           | Racecourse Ground, Wrexham Toeschouwers: 4.500 Scheidsrechter: William Stacey (ENG) |

|                                                  |                                                                                               |       |                     |                                                                             |
| 25 maart 1893 «onderlinge duels» 16:00 uur (UTC) | Schotland                                                                                     | 6 – 1 | Ierland             | Celtic Park, Glasgow Toeschouwers: 12.000 Scheidsrechter: John Taylor (WAL) |
| 25 maart 1893 «onderlinge duels» 16:00 uur (UTC) | Sandy McMahon 5' Jamie Hamilton 15' Sam Torrans 20' (e.d.) Bill Sellar 28', 80' Jim Kelly 50' |       | 43' George Gaffikin | Celtic Park, Glasgow Toeschouwers: 12.000 Scheidsrechter: John Taylor (WAL) |

|                                                 |                                                                                    |       |                      |                                                                                          |
| 1 april 1893 «onderlinge duels» 15:30 uur (UTC) | Engeland                                                                           | 5 – 2 | Schotland            | Richmond Athletic Ground, Richmond Toeschouwers: 16.000 Scheidsrechter: John Clegg (ENG) |
| 1 april 1893 «onderlinge duels» 15:30 uur (UTC) | Cunliffe Gosling 15' George Cotterill 65' Fred Spiksley 75', 80' Jack Reynolds 86' |       | 30', 47' Bill Sellar | Richmond Athletic Ground, Richmond Toeschouwers: 16.000 Scheidsrechter: John Clegg (ENG) |

|                                                      |                                          |       |                                      |                                                                              |
| 8 april 1893 «onderlinge duels» 15:30 uur (UTC–0:25) | Ierland                                  | 4 – 3 | Wales                                | Ulsterville, Belfast Toeschouwers: 3.000 Scheidsrechter: John Campbell (SCO) |
| 8 april 1893 «onderlinge duels» 15:30 uur (UTC–0:25) | Jack Peden 5', 50', 58' James Wilton 82' |       | 8' William Owen 34', 80' George Owen | Ulsterville, Belfast Toeschouwers: 3.000 Scheidsrechter: John Campbell (SCO) |